# Jagdpanzer IV
Jagdpanzer IV — средняя по массе немецкая самоходно-артиллерийская установка класса истребителей танков времён Второй мировой войны. По ведомственному рубрикатору Имперского министерства вооружений нацистской Германии самоходка обозначалась как Sd.Kfz.162. Jagdpanzer IV была создана на шасси танка Pz.Kpfw. IV. Как и большинство истребителей танков, Jagdpanzer IV имел безбашенную конструкцию с казематной установкой орудия. Машина была разработана для замены САУ StuG III. Главный инспектор бронетанковых войск Хайнц Гудериан был против новой машины — так как её создание отвлекало ресурсы от производства танков PzKpfw IV, а САУ StuG III и StuG IV, по его мнению, вполне справлялись с возложенными на них задачами.

## История
Серийный выпуск начался в январе 1944 года, когда построили первые 30 машин. Завершился выпуск в октябре 1944 года. Дополнительно в ноябре собрали два последних Jagdpanzer IV. В результате налётов союзнической авиации на заводы Vomag AG, а также на предприятия смежников, например, Zahnradfabrik AG во Фридрихсхафене, выпускавший коробки передач, темпы выпуска были ниже запланированных. Пика производство достигло в июле (125 штук) и июне (120 штук) 1944 года. В апреле фирма Vomag AG прекратила производство танков Pz Kpfw IV, полностью переключившись на выпуск истребителей танков.
В августе 1944 года начался переход на выпуск машин, вооружённых долгожданной длинноствольной пушкой 7.5 cm KwK 42 L/70 калибра 75 мм. Переход проходил плавно, выпуск старых Jagdpanzer IV с короткой пушкой постепенно сокращался. Jagdpanzer IV пользовался большой популярностью в танковых войсках — его пушка могла поразить практически любой танк союзников того времени.
Всего было выпущено 769 машин c Pak 39 L/48 и 1207 с KwK 42 L/70 .
Комплектующие для Jagdpanzer IV поставляли те же предприятия, что были поставщиками деталей для Pz Kpfw IV. Броневые листы поставляла фирма Witkowitzer Bergbau und Eisenhuetten Gewerkschaft в Витковицах (Моравия), вооружение изготовляла фирма Rheinmetall-Borsig в Унтерлюссе и Seitz в Кройцнахе.

## Производство
|      |                    | Производитель  | 1   | 2   | 3  | 4   | 5  | 6   | 7   | 8  | 9  | 10  | 11  | 12  | Всего |
| ---- | ------------------ | -------------- | --- | --- | -- | --- | -- | --- | --- | -- | -- | --- | --- | --- | ----- |
| 1944 | Jagd Pz. IV        | Vomag          | 30  | 45  | 75 | 106 | 90 | 120 | 125 | 92 | 38 | 46  | 2   |     | 769   |
| 1944 | Jagd Pz. IV/70 (V) | Vomag          |     |     |    |     |    |     |     | 57 | 41 | 104 | 178 | 180 | 560   |
| 1945 | Jagd Pz. IV/70 (V) | Vomag          | 185 | 135 | 50 |     |    |     |     |    |    |     |     |     | 370   |
| 1944 | Jagd Pz. IV/70 (A) | Nibelungenwerk |     |     |    |     |    |     |     | 3  | 60 | 43  | 25  | 75  | 206   |
| 1945 | Jagd Pz. IV/70 (A) | Nibelungenwerk | 50  | 20  | 1  |     |    |     |     |    |    |     |     |     | 71    |

## Модификации
- JagdPz IV/48 (Sturmgeschutz neuer Art mit 7.5 cm PaK L/48 auf Fahrgestell PzKpfw IV, Sd Kfz 162) — первоначальный вариант машины с 75-мм орудием с длиной ствола в 48 калибров. С учётом боевого опыта лобовая броня рубки и верхнего листа корпуса была увеличена с 60 до 80 миллиметров, бортовая рубки — с 30 до 40 миллиметров. Левая бойница отсутствовала. Смещение центра тяжести вперёд привело к перегрузке передних катков. С января по декабрь 1944 года было выпущено 769 машин (№№ в диапазоне 320001 — 321000).

### Panzer IV/70
Модификация JagdPz IV/48 с орудием 7.5 cm PaK 39 создавалась в качестве временного решения — пока не будет создана новая удлинённая пушка. К январю 1944 года 75-мм пушка 7,5 cm KwK 42 с длиной ствола в 70 калибров уже находилась в серийном производстве (это орудие также устанавливалась на танки Пантера). Командование принимает решение начать проработку возможности установки этого орудия на Jagdpanzer. Для установки на САУ пушка была немного переработана и получила новое обозначение 7,5 cm Stuk 42 L/70. В апреле 1944 году Гитлеру показывают новое орудие. 20 апреля он приказывает сосредоточиться на производстве Jagdpanzer с новой пушкой и достичь ежемесячного объёма выпуска в 1000 машин. Орудия для Jagdpanzer поставляли заводы Gustloff в Веймаре и Škoda в Пльзене. Изначально новые пушки имели дульный тормоз, однако боевое применение показало его недостатки — при выстреле он поднимал большое облако пыли, и с конца мая пушки уже поставлялись без него.

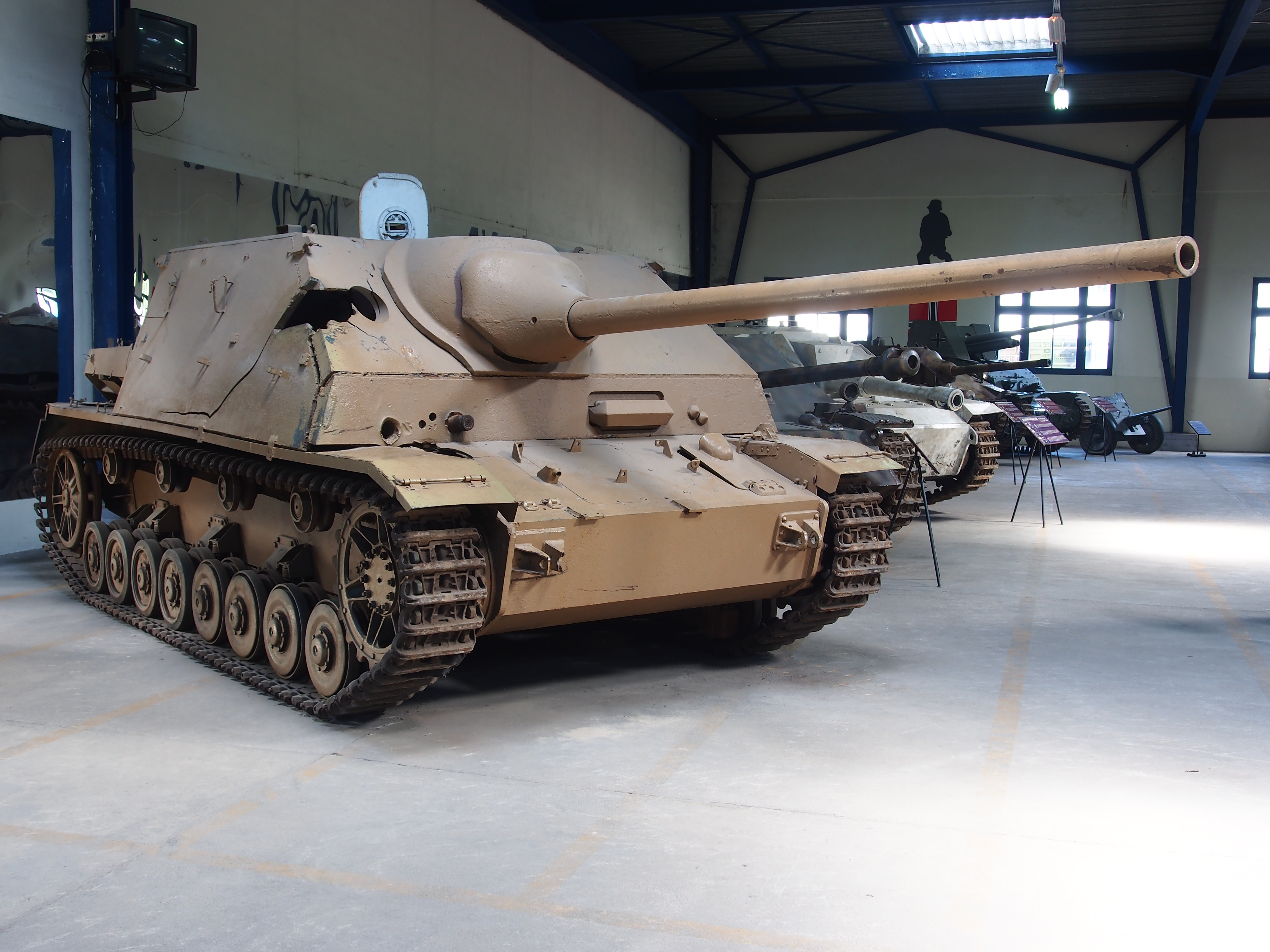
Jagdpanzer IV/70 (A)

Всё производство старой модификации Jagdpanzer IV должно было быть закончено и начато производство Jagdpanzer IV/70. К его разработке была привлечена фирма Alkett — которая изначально разрабатывала Jagdpanzer. Однако, так как это было сложно реализовать и несомненно привело бы к временному перерыву в производстве Jagdpanzer IV, решено было строить САУ на шасси и корпусе линейного Pz.Kpfw. IV.  Для ускорения разработки и соответственно, чтобы машины с новой пушкой быстрее попали на фронт, Alkett использует шасси танка Pz.Kpfw. IV и устанавливает бронированную рубку Jagdpanzer IV прямо на подбашенную коробку танка. Из-за этого машины этой версии были слишком высокими и заметными — именно поэтому они рассматривалась исключительно в качестве вынужденного решения. Для производства был выбран завод Nibelungenwerk (на нём кстати изготавливались и танки Pz.Kpfw. IV). Эта машина получила обозначение Jagdpanzer IV/70 (A). С августа 1944 года по март 1945 года Nibelungenwerk выпустил 277 таких машин (№№ 120301 — 120577).
Прототип новой установки, получивший обозначение Panzer IV land (V), фирма Vomag построила в конце марта — начале апреля 1944 года путем переделки серийного Jagdpanzer IV № 320162. В августе 1944 года Vomag начала производство своей переработанной модификации Jagdpanzer IV с 75-мм пушкой. В этой модификации, получившей обозначение Jagdpanzer IV/70 (V), пушка была защищена литой маской («свиное рыло»), угол горизонтального наведения составлял по 10° в обе стороны. Сама пушка была немного смещена вправо от продольной оси — это позволило лучше использовать внутренний объём машины. Из-за большой длины орудия, в походном положении оно фиксировалось с помощью специального кронштейна. Вес машины увеличился до 26 тонн и достиг предельного значения нагрузки для шасси Pz.Kpfw. IV. Из-за большой длины ствола и сильного лобового бронирования (80 мм) машина была перетяжелена на нос и, как следствие, имела низкую проходимость. Из-за этой особенности в войсках она получила прозвище «Утка Гудериана». Также, из-за увеличения нагрузки, инженерам пришлось заменить передние обрезиненные катки на стальные. Также как и у Jagdpanzer IV/48, у Jagdpanzer IV/70 существовал командирский вариант — экипаж этого варианта состоял из пяти человек. Всего Vomag произвёл 930 Jagdpanzer IV/70 (№№ в диапазоне 320651 — 321000 (231 машина); 329001 — 329699 (699 машин)).

## Вооружение

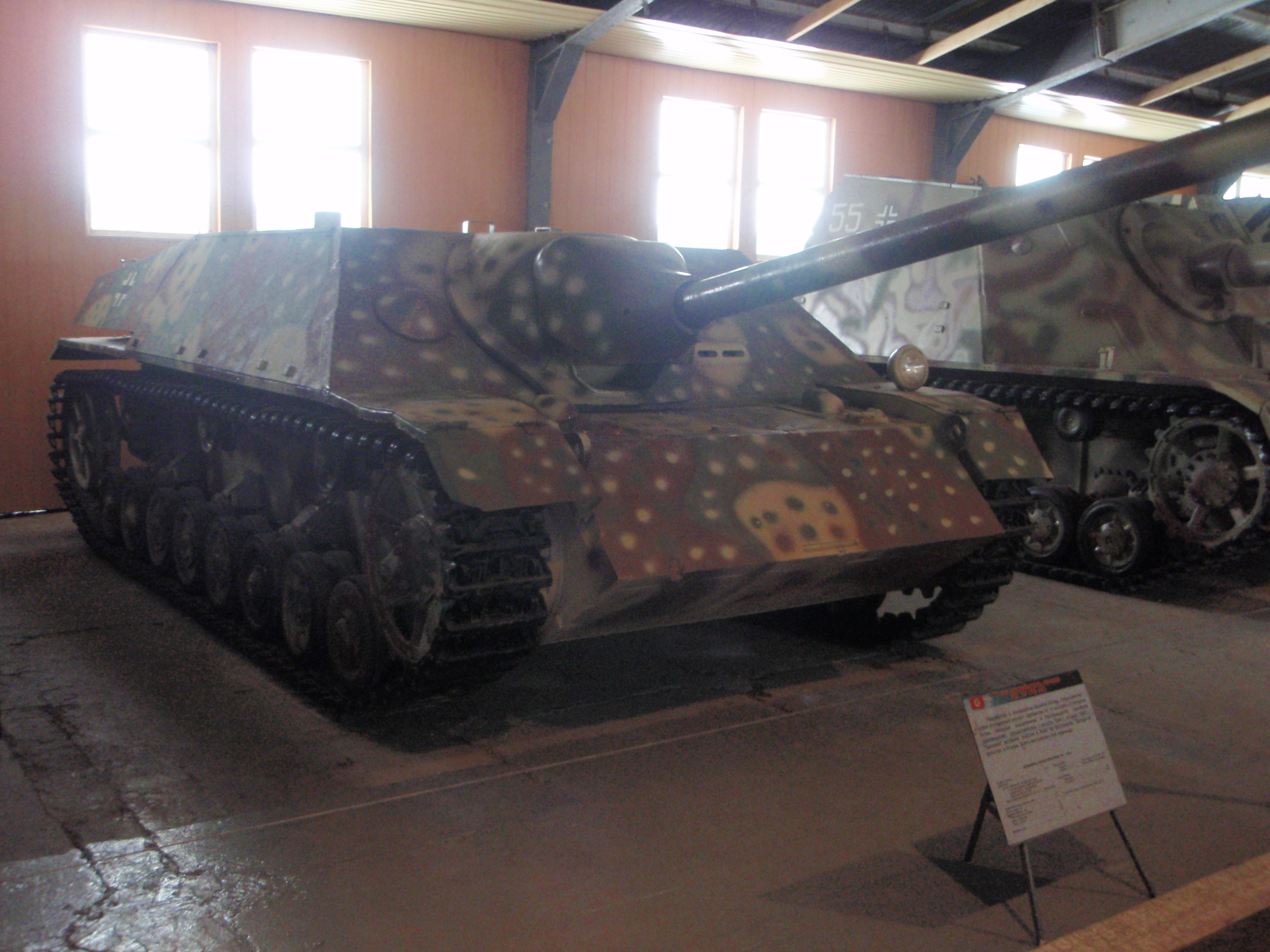
Немецкий истребитель танков Jagdpanzer IV/70 в Бронетанковом музее в Кубинке

- ранняя модификация: орудие 7.5 cm Pak 39 L/48 калибра 75 мм, длина ствола 48 калибров, боекомплект 79 снарядов.
- поздняя модификация: орудие 7,5 cm StuK 42 L/70 калибра 75 мм, длина ствола 70 калибров, боекомплект 55 снарядов.
- пулемёт MG-42 калибра 7,92 мм
- 9-мм пистолет-пулемёт МР-40 или штурмовая винтовка StG-44
- некоторые машины были вооружены гранатомётом Nahverteidigungswaffe с боекомплектом в 16 осколочных гранат калибра 27 мм.

## Защита
Выбирая поставщика брони, в Управлении вооружений отдало заказ сталелитейному заводу VHHT (Vítkovické horní a hutní těžířstvo, ныне Vítkovice Steel) в чешском городе Острава. Хрупкость чешской брони была известна ещё до начала Второй мировой войны, и в дальнейшем ситуация особо не изменилась. Чешскую броню немецкие танкисты ругали всю войну. Так ещё до начала серийного производства защищённость стала плохой.
Наиболее существенно более низкая стойкость чешской брони ощущалась при попадании снарядов калибром 83 мм и больше, зато чешская броня обладала лучшей бронестойкостью против боеприпасов 20 мм и ниже, таких как пули из противотанковых ружей, хотя это было слабым утешением. Красивые графики, которые попадаются в некоторых книгах, стоит воспринимать с большой долей скепсиса: в ряде случаев стойкость брони на них отражена теоретическая. На практике результаты встречи снарядов с бронёй немецких САУ часто были совсем другими.

## Операторы
- Нацистская Германия
- Болгария — в марте 1945 года болгарские бронетанковые силы пополнились одним трофейным Jagdpanzer IV/70 (V) (номер шасси 320662), поставленным Советским Союзом. В армии Болгарии носил имя Maybach T-IV.
- Румыния — неизвестное количество трофейных Jagdpanzer IV/70 (V) было поставлено румынской армии Советским Союзом (возможно, после войны). На румынской службе они были известны под обозначением TAs T-4.
- Сирийская Республика — около 5—6 машин переданы Францией в 1950-м году.

## В массовой культуре

### Стендовый моделизм
Jagdpanzer IV широко представлен в стендовом моделизме. Сборные пластиковые модели-копии Jagdpanzer IV различных модификаций в масштабе 1:35 выпускаются фирмами Tamiya (Япония), Dragon (Китай), Trumpeter (Китай), Звезда (Россия).

## Примечание
1. ↑  Production Stats on German AFVs 1938-1945. Дата обращения: 10 июня 2012. Архивировано 13 мая 2012 года.
2. ↑  К.Шант. Танки: Иллюстрированная энциклопедия. — М.: «Омега», 2007 г.
3. ↑  Hilary Doyle, Thomas Jentz. Panzer Tracts No.23 – Panzer Production 1933 to 1945. — 2011.